# Comuna Secusigiu, Arad
Secusigiu (în maghiară: Székesút, în germană: Sekeschut, in sârbă Секусић) este o comună în județul Arad, Banat, România, formată din satele Munar, Satu Mare, Sânpetru German și Secusigiu (reședința).

## Demografie
Componența etnică a comunei Secusigiu
     Români (78,12%)
     Romi (8,51%)
     Maghiari (3,49%)
     Sârbi (1,63%)
     Alte etnii (1,01%)
     Necunoscută (7,25%)
Componența confesională a comunei Secusigiu
     Ortodocși (73,46%)
     Penticostali (9,65%)
     Romano-catolici (4,79%)
     Ortodocși sârbi (1,79%)
     Alte religii (2,86%)
     Necunoscută (7,46%)
Conform recensământului efectuat în 2021, populația comunei Secusigiu se ridică la 5.534 de locuitori, în creștere față de recensământul anterior din 2011, când fuseseră înregistrați 5.509 locuitori. Majoritatea locuitorilor sunt români (78,12%), cu minorități de romi (8,51%), maghiari (3,49%) și sârbi (1,63%), iar pentru 7,25% nu se cunoaște apartenența etnică. Din punct de vedere confesional, majoritatea locuitorilor sunt ortodocși (73,46%), cu minorități de penticostali (9,65%), romano-catolici (4,79%) și ortodocși sârbi (1,79%), iar pentru 7,46% nu se cunoaște apartenența confesională.

## Politică și administrație
Comuna Secusigiu este administrată de un primar și un consiliu local compus din 15 consilieri. Primarul, Gheorghe Grad[*], de la Partidul Social Democrat, este în funcție din octombrie 2020. Începând cu alegerile locale din 2024, consiliul local are următoarea componență pe partide politice:
|  | Partid                          | Consilieri | Componența Consiliului | Componența Consiliului | Componența Consiliului | Componența Consiliului | Componența Consiliului | Componența Consiliului | Componența Consiliului |
|  | ------------------------------- | ---------- | ---------------------- | ---------------------- | ---------------------- | ---------------------- | ---------------------- | ---------------------- | ---------------------- |
|  | Partidul Social Democrat        | 7          |                        |                        |                        |                        |                        |                        |                        |
|  | Partidul Național Liberal       | 6          |                        |                        |                        |                        |                        |                        |                        |
|  | Uniunea Sârbilor din România    | 1          |                        |                        |                        |                        |                        |                        |                        |
|  | Alianța pentru Unirea Românilor | 1          |                        |                        |                        |                        |                        |                        |                        |

## Atracții turistice
- Mănăstirea Bezdin, din satul Munar, de cult ortodox sârb, construită în anul 1529, distrusă de turci, se reconstruiește între anii 1776 - 1781 în stil baroc
- Biserica romano-catolică "Sfinții Apostoli Petru și Pavel" din satul Sânpetru German, construită în anul 1774
- Statuia Sfântului Petru din satul Sânpetru German
- Parcul natural "Lunca Mureșului"
- Lunca Mureșului Inferior (sit SCI)
- Rezervația naturală "Prundul Mare"
- Lacul cu nuferi Bezdin din satul Munar
- Pietrele de hotar de la Munar